# Minnesota Swarm
Minnesota Swarm – zawodowa drużyna lacrosse grająca w National Lacrosse League w dywizji wschodniej. Drużyna ma swoją siedzibę w St. Paul w Stanach Zjednoczonych.

## Informacje
- Rok założenia: 2004
- Trener: Duane Jacobs
- Manager: Marty O’Neill
- Arena: Xcel Energy Center
- Barwy: żółto-niebiesko-białe

## Osiągnięcia
- Champion’s Cup:-
- Mistrzostwo dywizji:-

## Wyniki
W-P Wygrane-Przegrane, Dom-Mecze w domu W-P, Wyjazd-Mecze na wyjeździe W-P, GZ-Gole zdobyte, GS-Gole stracone
| Sezon         | W-P   | Dom  | Wyjazd | GZ  | GS  | Playoffs                    |
| ------------- | ----- | ---- | ------ | --- | --- | --------------------------- |
| 2005          | 5-11  | 2-6  | 3-5    | 188 | 231 | Bez awansu                  |
| 2006          | 8-8   | 3-5  | 5-3    | 158 | 171 | Porażka w półfinale dywizji |
| 2007          | 9-7   | 4-4  | 5-3    | 200 | 207 | Porażka w półfinale dywizji |
| Razem         | 22-26 | 9-15 | 13-11  | 546 | 609 |                             |
| Playoff razem | 0-2   | 0-0  | 0-2    | 18  | 25  |                             |

## Skład
- Bramkarze:
  -  Matt Disher
  -  Nick Patterson

- Obrońcy:
  -  Eric Pacey
  -  Noah Talbot
  -  Andrew Biers
  -  Jon Sullivan
  -  Brock Boyle
  -  Shawn Summerfield
  -  Mark Miyashita
  -  Travis Hill
  -  Ryan Cousins
  -  Michael Kilby
  -  Riley Kemp

- Napastnicy:
  -  Rory McDade
  -  Kelly Hall
  -  Spencer Martin
  -  Sean Pollock
  -  Chad Culp
  -  Kasey Beirnes
  -  Jamie Taylor
  -  Ryan Ward
  -  Scott Stewart
  -  Dean Hill